# Closterocerus orientalis
Closterocerus orientalis är en stekelart som beskrevs av Yefremova och Kriskovich 1996. Closterocerus orientalis ingår i släktet Closterocerus och familjen finglanssteklar. Inga underarter finns listade i Catalogue of Life.